# Epicalymma vervoorti
Epicalymma vervoorti is een eenoogkreeftjessoort uit de familie van de Oncaeidae. De wetenschappelijke naam van de soort is voor het eerst geldig gepubliceerd in 1984 door Heron, English & Damkaer.